# 유창 (중산애왕)
중산애왕 유창(中山哀王 劉昌, ? ~ 기원전 112년? 111년?)은 중국 전한의 황족·제후왕으로, 중산왕이다. 전한 경제의 손자며 중산정왕 유승의 아들이다.
《사기》 한흥이래제후왕표와 오종세가, 《한서》 무제기와 제후왕표 모두 아버지가 중산정왕 42년 곧 무제 원정 4년(기원전 113년)에 죽어 그 뒤를 이어 중산왕이 됐다고 한다. 《사기》에서는 중산애왕 원년(기원전 112년)에 죽어 아들 중산강왕 유곤치가 뒤를 이었다고 한다. 한서 제후왕표에서는 중산애왕 2년(기원전 111년)에 죽어 아들 중산강왕 유곤치가 뒤를 이었다고 한다. 한서 경십삼왕전에서는 아버지가 중산정왕 43년(기원전 112년)에 죽어 그 뒤를 잇고, 중산애왕 원년(기원전 111년)에 죽어 아들 중산강왕 유곤치가 뒤를 이었다고 한다.
태자인 중산강왕 외의 아들들은 왕자후표에는 아무도 기록되지 않았고, 다만 연날왕 유단의 반란 모의에 함께한 아들 유장(劉長)이 있다.
| 선대 아버지 중산정왕 유승 | 제2대 전한의 중산왕 기원전 113년 ~ 기원전 112년 또는 기원전 113년 ~ 기원전 111년 또는 기원전 112년 ~ 기원전 111년 | 후대 아들 중산강왕 유곤치 |